# Anthonotha stipulacea
Anthonotha stipulacea är en ärtväxtart som först beskrevs av George Bentham, och fick sitt nu gällande namn av Emery Clarence Leonard. Anthonotha stipulacea ingår i släktet Anthonotha och familjen ärtväxter. IUCN kategoriserar arten globalt som nära hotad. Inga underarter finns listade i Catalogue of Life.